# Baculipalpus
Baculipalpus es un género de coleóptero de la familia Oedemeridae.

## Especies
Las especies de este género son:
- Baculipalpus clarencensis
- Baculipalpus maritimus
- Baculipalpus oconnori
- Baculipalpus prolatus
- Baculipalpus rarus